# گورابه سلطنتی
گورابه سلطنتی (آلمانی: Kaisergruft) یا گورابه کاپوتسینِر (آلمانی: Kapuzinergruft)، سراچه‌ای در زیر کلیسا و صومعهٔ کاپوتسینِر، محل اصلی تدفین اعضای دودمان هابسبورگ در منطقهٔ تاریخی وین، اتریش و در نزدیکی قصر هفبورگ است. این بنا در ۱۶۱۸ تأسیس و در ۱۶۳۲ وقف شد. استخوان‌های ۱۴۵ عضو خانواده سلطنتی، به همراه سبوی حاوی قلب یا خاکستر چهار نفر شامل ۱۲ امپراتور و ۱۸ ملکه در این گورابه دفن شده‌است. نگهبانی و مراقبت از گورابه از وظایف سنتی کاپوسن‌های‎ ساکن در آنجا است. آخرین تدفین در گورابه مربوط به اتو فون هابسبورگ و همسرش رگینا در ۲۰۱۱ بود.